# Rhinosardinia amazonica
Rhinosardinia amazonica, também chamada de sardinha amazônica, é uma espécie de peixe do gênero Rhinosardinia.  